# Суслов, Иван Павлович
Ива́н Па́влович Су́слов (1913, Санниково — 8 мая 1944, Рощино) — комсомольский деятель, секретарь Ардатовского районного комитета комсомола.

## Биография
Родился в 1913 году в деревне Санниково Вятской губернии (ныне в Удмуртской Республике). Вступил в комсомол. Позднее прибыл в Ардатов Нижегородской области, где с с октября 1932 по январь 1935 года занимал должность секретаря районного комитета комсомола. С сентября 1937 года — заведующий отделом руководящих комсомольских органов Горьковского областного комитета комсомола. В январе 1940 года призван в Рабоче-крестьянскую Красную армию, где занимался политической работой. Был четырежды ранен. Последнее место службы — заместитель по политической части командира отдельного истребительного противотанкового дивизиона 22-й стрелковой бригады, воинское звание — майор. Умер от ран 8 мая 1944 года в деревне Рощино Петушинского района Владимирской области, был похоронен на воинском участке местного кладбища.

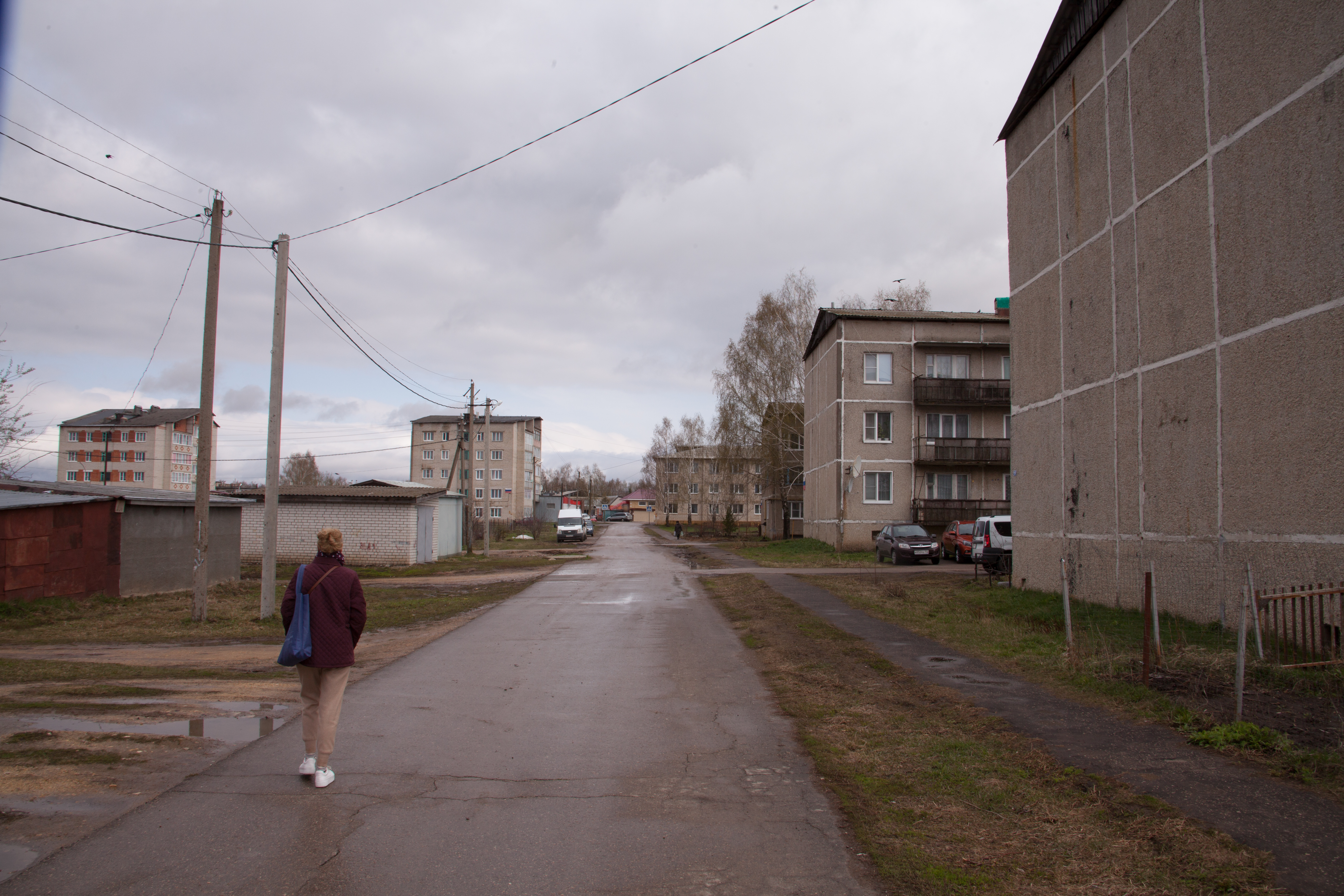
Микрорайон имени Суслова в Ардатове

## Память
Именем Ивана Павловича Суслова названы улица и квартал в Ардатове.